# Never Too Far
Never Too Far è una canzone scritta e prodotta da Mariah Carey, Jimmy Jam e Terry Lewis per l'ottavo album della cantautrice, Glitter. Fu pubblicato come secondo singolo estratto dall'album nell'ottobre 2001.
Never Too Far raggiunse la posizione 105 della Billboard Hot 100. Non fu promossa dalle stazioni radio R&B negli USA. Insieme a Don't Stop (Funkin' 4 Jamaica), il singolo raggiunse la TOP 40 nel Regno Unito e in Australia. In Germania, Svizzera, Paesi Bassi, e Svezia, rimase fuori dalla TOP 40.
Non furono commissionati remix, a parte una radio edit per ridurre la lenta introduzione. Il singolo di beneficenza Never Too Far/Hero Medley"combina la prima parte di "Never Too Far" con una versione ri-registrata di Hero (1993), e fu pubblicato in seguito negli USA e raggiunse la posizione No. 81.
Carey non fu in grado di girare un video per la canzone a causa del ricovero per il crollo fisico e mentale. Perciò il video fu creato usando una scena presa direttamente dal film Glitter, dove Billie Frank (interpretata da Carey) canta la canzone al Madison Square Garden durante il suo primo concerto sold-out. La performance di Frank della canzone omette l'intera seconda strofa.

## Tracce
European CD single
1. "Never Too Far" (Edit)
2. "Don't Stop (Funkin' 4 Jamaica)" (featuring Mystikal)

Australian/European CD maxi-single
1. "Never Too Far" (Edit)
2. "Don't Stop (Funkin' 4 Jamaica)" (featuring Mystikal)
3. "Loverboy" (Drums Of Love)
4. "Never Too Far" (The Video)

## Classifiche
| Classifica (2001)                | Posizione massima |
| -------------------------------- | ----------------- |
| Stati Uniti                      | 105               |
| Stati Uniti (adult contemporary) | 17                |